# Frans Lodewijk de Sanguessa

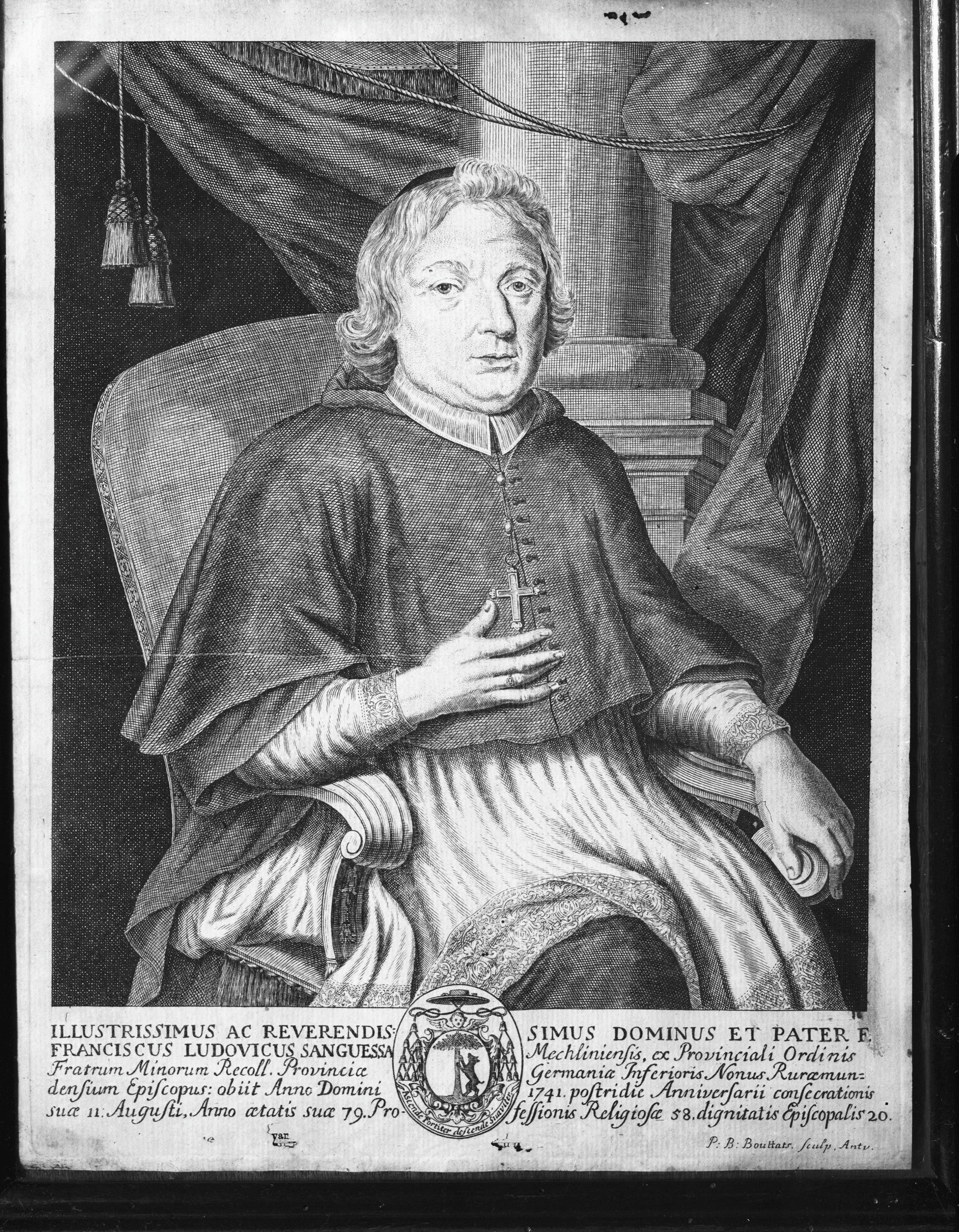
Franciscus Ludovicus Sanguessa

Frans Lodewijk de Sanguessa of Franciscus Ludovicus Sanguessa (Mechelen, 1662 - Roermond, 11 augustus 1741) was de negende bisschop van Roermond van 1722 tot 1741. Zijn wapenspreuk was: Ascende fortiter descende suaviter (Klim dapper omhoog, daal zachtjes af).

## Loopbaan
Al in 1721 werd Sanguessa hulpbisschop met recht tot opvolging, waarvan hij in 1722 gebruik maakte. In 1682 trad hij toe tot de orde van de minderbroeders. In 1690 verdedigde hij in Leuven de stelling "De Hierarchia ecclesiae" in een theologische wedstrijd. In 1692 werd hij benoemd tot lector in de filosofie in het klooster van Venlo. Ook werd hij in 1696 lector in Tienen, daarna Roermond. Hier ontmoette hij zijn voorganger D'Ongnies. In 1717 werd hij in Leuven door zijn mede-minderbroeders tot provinciaal van de Nederlandse provincie benoemd. D'Ongnies benoemde hem bij zijn reizen steeds tot plaatsvervanger en in 1721 tot hulpbisschop na een lang pleiten bij het hof in Brussel. Op 29 mei bevestigde paus Innocentius XIII deze benoeming. In deze tijd waren er veel problemen met jansenisten. In Utrecht was een jansenist bisschop. De Republiek wilde dat er in 's-Hertogenbosch slechts iemand afkomstig uit die streek aangesteld zou worden zonder achtergrond als kloosterling. Sanguessa, die voorgedragen was dit dubbele ambt te vervullen kon daarom niet het goeddunken van de statenvergadering krijgen. Men dreigde zelfs de jansenist uit Utrecht het dubbele ambt te geven. In Kevelaer weigerde pater Boubereel de pauslijke bul Unigenitus aan te nemen. Pater Boubereel, eveneens jansenist, werd daarop door de bisschop geschorst. Op 11 augustus 1741 overleed Sanguessa in zijn bisschoppelijk paleis. Van hem is een uitgebreid testament bewaard gebleven. Vele zaken schonk hij aan diverse kloosters, waaronder aan dat der minderbroeders. Hij werd in de domkerk begraven.
- Biografisch Portaal: 12706472
- International Standard Name Identifier: 0000 0003 8951 8377
- Nederlandse Thesaurus van Auteursnamen: 119069261
- Virtual International Authority File: 282974796